# سجن سلوري
سجن سلوري (بالتركية: Silivri Cezaevi)‏ أو معسكر سلوري لتنفيذ العقوبات (بالتركية: Silivri Ceza İnfaz Kurumları Kampüsü)‏ مجمع مؤسسات إصلاحية في منطقة سلوري (محافظة اسطنبول) في تركيا. افتتح السجن في سنة 2008، وهو أحدث سجون تركيا وأكبر مؤسسة تنفيذ عقوبات في أوروبا.